# Typton prionurus
Typton prionurus är en kräftdjursart som beskrevs av Lipke Bijdeley Holthuis 1951. Typton prionurus ingår i släktet Typton och familjen Palaemonidae. Inga underarter finns listade i Catalogue of Life.